# Путятин, Евфимий Васильевич
Граф (с 6 декабря 1855 года) Евфи́мий Васи́льевич Путя́тин (8 [20] ноября 1803, Санкт-Петербург — 16 [28] октября 1883, Париж) — русский адмирал, государственный деятель и дипломат. В 1855 году подписал первый договор о дружбе и торговле с Японией. В 1861 году несколько месяцев возглавлял Министерство народного просвещения.

## Биография
Происходил из дворянского рода Путятиных, восходящего к XV веку: старший сын отставного капитан-лейтенанта Василия Евфимьевича Путятина (1779—1805; новгородского помещика, соседа графа Аракчеева) и Елизаветы Григорьевны Путятиной (дочери генерала-майора, члена государственной адмиралтейств-коллегии, гражданского губернатора Гродно и Киева Григория Ивановича Бухарина).
Детство провёл в родовой усадьбе Пшеничище Чудовской волости Новгородского уезда. По воле родителей поступил в Морское училище, где отлично учился. После подведения итогов выпускного экзамена оказался первым по выпуску. 1 марта 1822 года получил чин мичмана и в том же году был назначен в кругосветное плавание на фрегате «Крейсер» под командой Михаила Петровича Лазарева. Путешествие, начавшееся 17 августа, заняло 3 года: экспедиция проходила по маршруту Кронштадт — Рио-де-Жанейро — мыс Доброй Надежды — Русская Америка — мыс Горн — Кронштадт. По его итогам Путятин был награждён орденом и двойным окладом жалованья. В 1826 году был назначен капитаном Лазаревым мичманом на линейный корабль «Азов». Участвовал в Наваринском сражении 20 октября 1827, был награждён орденом Владимира IV степени.
С 1828 по 1832 совершил несколько переходов из Средиземного моря в Балтику, провёл 18 кампаний, был награждён орденом святого Георгия IV степени. В 1832 году по приказу главнокомандующего Черноморским флотом М. П. Лазарева, выполнял опись берегов и промеры глубин проливов Дарданеллы и Босфор. В 1834 году был произведён в капитан-лейтенанты и назначен командиром корвета «Ифигения» и фрегата «Агатополь». В 1838—1839 годах участвовал в высадке при занятии мыса Адлер, местечек Туапсе и Шапсуху при создании пунктов Черноморской береговой линии. При высадке на мысе Субаши был ранен в ногу. За успешно проведённые операции был произведён в капитаны I ранга. В 1841 году временно оставил службу на море и отправился в Англию для закупки пароходов в Черноморский флот.

### Дипломатическая служба
В 1842 году Путятин по приказу Николая I отправился с поручением в Персию. Целью поручения было встретиться с шахом Ирана Мохаммед-шахом и упрочить русскую торговлю на Каспийском море, главным препятствием для которой было пиратство, которым занимались туркмены. По приказу Путятина в Астрабадском заливе была организована военная станция и путём решительных действий усмирены пираты. Затем Путятин убедил персидского шаха отменить ограничения по торговле с Россией, принял меры по разграничению водных пространств для рыболовства и настоял на установлении пароходного сообщения между устьем Волги, Кавказом и Персией. По возвращении в Петербург занимался вопросами кораблестроения, часто отправляясь в дипломатические поездки в Англию, Нидерланды, Турцию, Египет и другие страны. В 1843 году Путятиным был разработан план организации экспедиции к восточным морским границам Китая и Японии. В докладной записке на имя государя императора Путятин писал:

«Благоразумно исследовать восточную нашу границу с Китаем… Доселе мы знаем только то, что на всем протяжении восточного берега нет ни одного благонадежного порта. Залив между материком и Сахалином нам вовсе не известен. Отыскание более удобного порта в этих местах, чем Охотск… уже само по себе не есть предмет бесполезный, а потому можно было бы поручить экспедиции осмотреть и описать означенные малоизвестные берега. С плаванием судов в Охотском море не было бы несовместимым соединить и новую попытку для открытия сношения с Японией». 
Экспедиция была снаряжена, однако по совету министра финансов Е. Ф. Канкрина Николай I приказал её отложить, так как она «могла повредить кяхтинской торговле». 15 июня 1849 года контр-адмирал Свиты Путятин был произведён в генерал-адъютанты, в том же году женился на дочери английского адмирала Чарльза Ноульса, получившей при православном крещении имя Марии Васильевны Путятиной (1823—1879). В 1851 Ефимий Путятин был произведён в чин вице-адмирала.

### Дипломатическая миссия в Японии

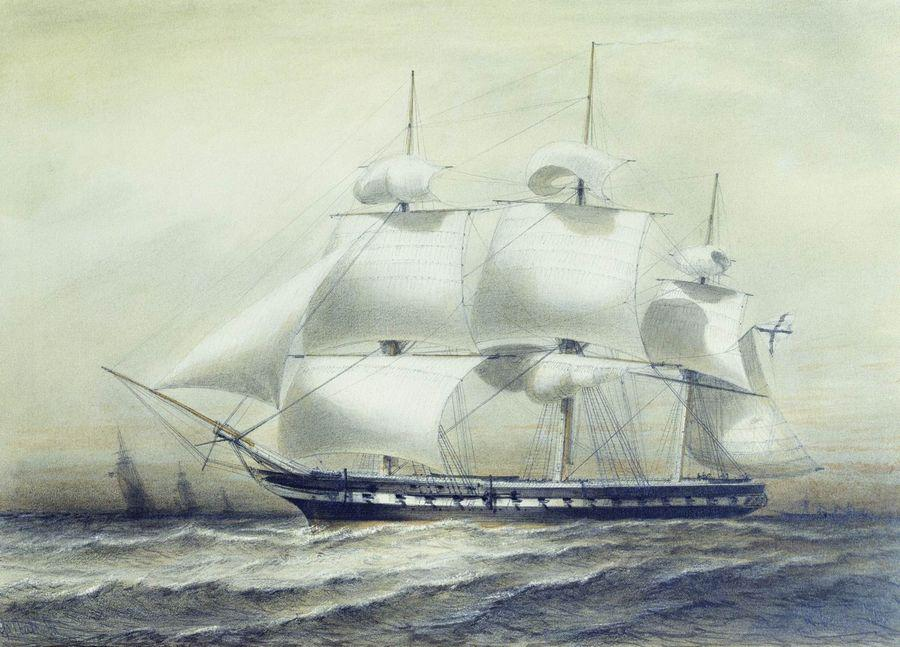
Фрегат «Паллада».

В 1852 году императорское правительство решилось на попытку открыть дипломатические отношения с Японией. Великий князь Константин Николаевич поддержал старый план Путятина по укреплению позиций России на Тихом океане. Причиной для спешки в организации экспедиции послужил тот факт, что с целью заключения торгового договора с Японией из Америки снаряжалась эскадра под руководством Мэттью Перри. Та страна, которая бы первая прервала многовековую политику самоизоляции Японии (сакоку) получила бы наиболее выгодные условия для торговли. В состав экспедиции кроме Путятина вошли И. А. Гончаров (чиновник торгового ведомства, секретарь Путятина, известный русский писатель), И. А. Гошкевич (чиновник, знаток китайского и корейского языков), А. Ф. Можайский и архимандрит Аввакум (учёный-востоковед, синолог). В качестве судна был выбран фрегат «Паллада» под руководством опытного моряка-черноморца флигель-адъютанта И. С. Унковского. Фрегат вышел из Кронштадта 7 (19) октября 1852 года: маршрут пролегал вокруг Африки, через Индийский океан. В ходе путешествия выяснилось, что фрегат «Паллада» оказался непригоден для такой экспедиции, и из Петербурга был вызван другой, более надёжный 52-пушечный фрегат — «Диана» (построен в Архангельске в 1852 году) под командой С. С. Лесовского.

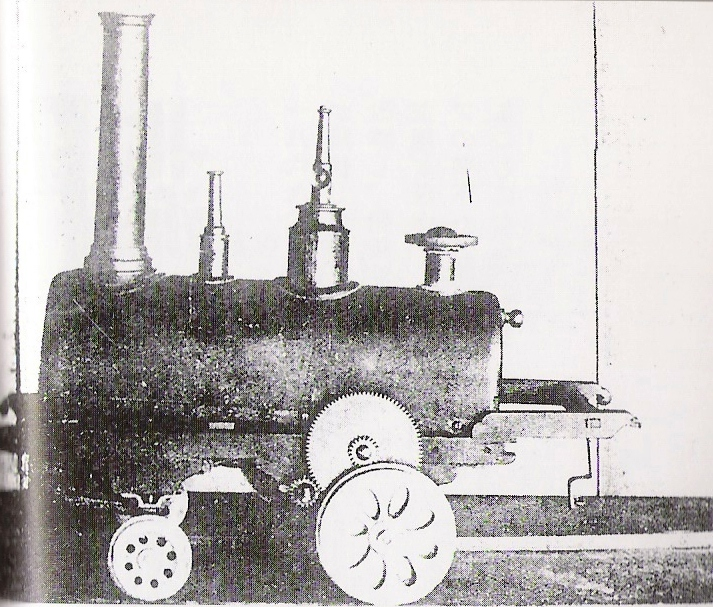
Первый японский паровой двигатель, сооружённый в 1853 году Хисасигэ Танака по образцу машины, установленной на «Палладе».

Спустя месяц после первого визита Перри, 12 августа 1853 года «Паллада» прибыла в порт Нагасаки, однако японские уполномоченные приняли письмо российского министра иностранных дел графа Нессельроде сёгуну только 9 сентября 1853. Во время посещения Нагасаки Путятин продемонстрировал японским изобретателям действующий макет железной дороги и паровоза, что помогло Хисасигэ Танаке впоследствии создать первый японский паровоз. Видя, что переговоры принимают затяжной характер, Путятин решил отправиться сначала в Манилу, а потом в Корею, по пути производя опись восточного побережья Приморья и собирая материал для лоций. Экспедицией под руководством Путятина были открыты заливы Посьета, Ольги и острова Римского-Корсакова. 11 (23) июля 1854 года фрегат «Диана» соединился с отрядом Путятина в заливе Де-Кастри, на нём экспедиции Путятина предстояло направиться в Японию на продолжение переговоров, которые стали особенно актуальны из-за начала Восточной (Крымской) войны. Фрегат «Паллада» был отбуксирован в Константиновскую бухту Императорской Гавани (ныне: Советская Гавань), где его поставили на зимовку (был затоплен там же в 1856 году).
Путятин на фрегате «Диана» прибыл в Японский порт Симода 22 ноября (4 декабря) 1854 года, спустя почти полгода после второго визита Перри и подписания им Канагавского соглашения, положившего конец японской политике самоизоляции. 10 (22) декабря в Симоде начались переговоры, однако 11 (23) декабря в результате опустошительного землетрясения и последовавшего за ним цунами фрегат «Диана» был серьёзно повреждён, а 7 (19) января 1855 при транспортировке в бухту Хэда, в которой планировалось его отремонтировать, корабль экспедиции затонул. Экипаж экспедиции, потерявший трёх матросов, был вынужден переселиться на берег, где была организована помощь местному населению, пострадавшему в результате цунами: в Симоде из 1000 домов уцелело только 60.
Экспедиция Путятина была расквартирована в деревне Хэда. В городе Симода 26 января (7 февраля) в храме Гёкусэндзи был подписан первый договор о дружбе и торговле между Россией и Японией, известный как Симодский трактат. Японскую сторону при заключении договора представлял Тосиакира Кавадзи. Согласно Симодскому трактату двумя странами устанавливались дипломатические отношения; для русских судов открывались порты Хакодатэ, Нагасаки и Симода, где разрешались торговые сделки в ограниченных размерах и под присмотром японских чиновников; в одном из портов назначался российский консул (первым консулом в Японии стал Иосиф Гошкевич), а также устанавливались границы: Японии отходила часть Курильских островов: Итуруп, Кунашир, Шикотан и группа островов Хабомаи. Сахалин объявлялся неразделённой демилитаризованной зоной. На Симодский трактат ссылается сегодня Японское правительство в нерешённом вопросе о территориальной принадлежности Курильских островов.
Пребывание русских моряков в Хэда послужило началом сотрудничеству Японии и России в области науки и техники. По просьбе Путятина, экспедиции были выделены рабочие и материал для строительства судна, на котором русские моряки смогли вернуться в Россию. Для Японии это был первый опыт строительства кораблей западного образца. Шхуна под названием «Хэда» была спущена на воду 14 (26) апреля. 26 апреля (8 мая) Путятин с частью экспедиции отправился в Россию. По образцу «Хэды» японцами было построено ещё шесть шхун; на следующий год первая шхуна «Хэда» была передана японской стороне вместе с научными приборами, а также 52 пушками, снятыми с затонувшего фрегата «Диана».
По возвращении в Петербург за успех дипломатической миссии Путятин получил титул графа и был назначен начальником штаба Кронштадтского военного губернатора. В 1856—1857 годах — российский военно-морской агент в Лондоне и Париже.

### Дипломатическая миссия в Китае и следующие путешествия в Японию
В 1857 году Путятину было поручено возглавить дипломатическую миссию в Китай с целью заключить торговый договор и добиться свободного права на въезд граждан Российской империи. После двух неудачных попыток пересечь границу Китая с суши и с моря, Путятин сумел войти в Пекин только в составе международного посольства вместе с представителями Англии и Франции. В том же году Путятин предпринял второе путешествие в Японию. В Нагасаки им был заключён дополнительный договор о торговле, дававший русским купцам дополнительные льготы, а также разрешавший русским приезжать самим или с семьями «на временное или постоянное житье». В декабре Путятин в качестве императорского комиссара был назначен начальником тихоокеанской эскадры. Все морские переходы миссия Путятина осуществляла на колёсном пароходе-корвете «Америка». В ходе экспедиции были открыты бухты св. Ольги и св. Владимира, были исследованы Амурский залив, пролив Босфор Восточный и остров Русский.
1 (13) июня 1858 года в Тяньцзине Путятин первым из представителей европейских держав заключил торговый договор с Китаем, по которому, кроме определения границ, свободный доступ во внутренние регионы Китая получали русские миссионеры. Из Китая Путятин вновь отправился в Японию, где 7 августа в Эдо заключил ещё один выгодный договор, по которому Япония обязывалась открыть для русских судов вместо Симоды более удобный порт, упростить торговлю и разрешить открытие в Японии православной церкви. Так как императорское правительство было больше озабочено вопросами торговли, вопрос об изменении невыгодного для России территориального межевания не ставился.

### Гражданская служба, поздние годы

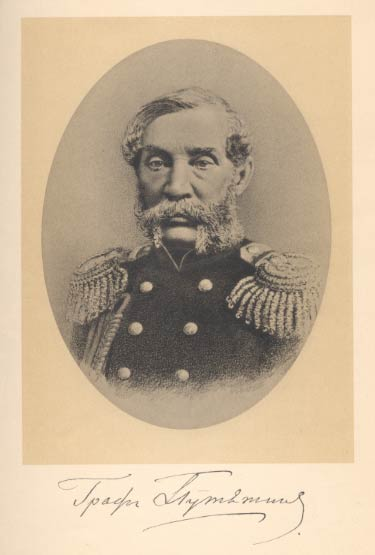
Портрет из галереи министров народного просвещения.

По возвращении в Россию 26 августа 1858 года Путятин был произведён в адмиралы и назначен на должность морского агента в Лондоне. За границей Путятин заинтересовался вопросами образования и опубликовал книгу «Проект преобразования морских учебных заведений, с учреждением новой гимназии». 28 июня (10 июля) 1861 года Путятин был назначен на пост министра народного просвещения.
Им был осуществлён ряд реформ в области высшего образования: были введены матрикулы (зачётные книжки), обязательное посещение лекций и плата за обучение. Последние два нововведения особенно больно ударили по разночинной молодёжи. Путятин, будучи очень религиозным человеком, решил полностью перевести начальное образование в сферу деятельности церкви. По его указу вводились специальные двухгодичные курсы для преподавателей начальной школы, куда могли поступать только выпускники духовных семинарий. Также большой резонанс получил циркуляр от 21 июля 1861 года, которым запрещались любые студенческие собрания. Эти и другие нововведения спровоцировали беспорядки среди студентов, которые узнали о них в начале учебного года: в Петербурге и Казани произошли столкновения с полицией. Также Путятину не удалось ввести в российских университетах преподавание японского языка, о необходимости изучения которого министр образования несколько раз докладывал царю. Беспорядки вынудили царское правительство 22 сентября закрыть Петербургский университет, что лишь увеличило волнения среди молодёжи. Некомпетентность министра стала очевидной, и 25 декабря 1861 года (6 января 1862 года по новому стилю) Путятин подал в отставку, а на его место был назначен тайный советник А. В. Головнин.

Автор печатных работ по вопросам военно-морского образования и подробного отчета о плавании на Дальнем Востоке.

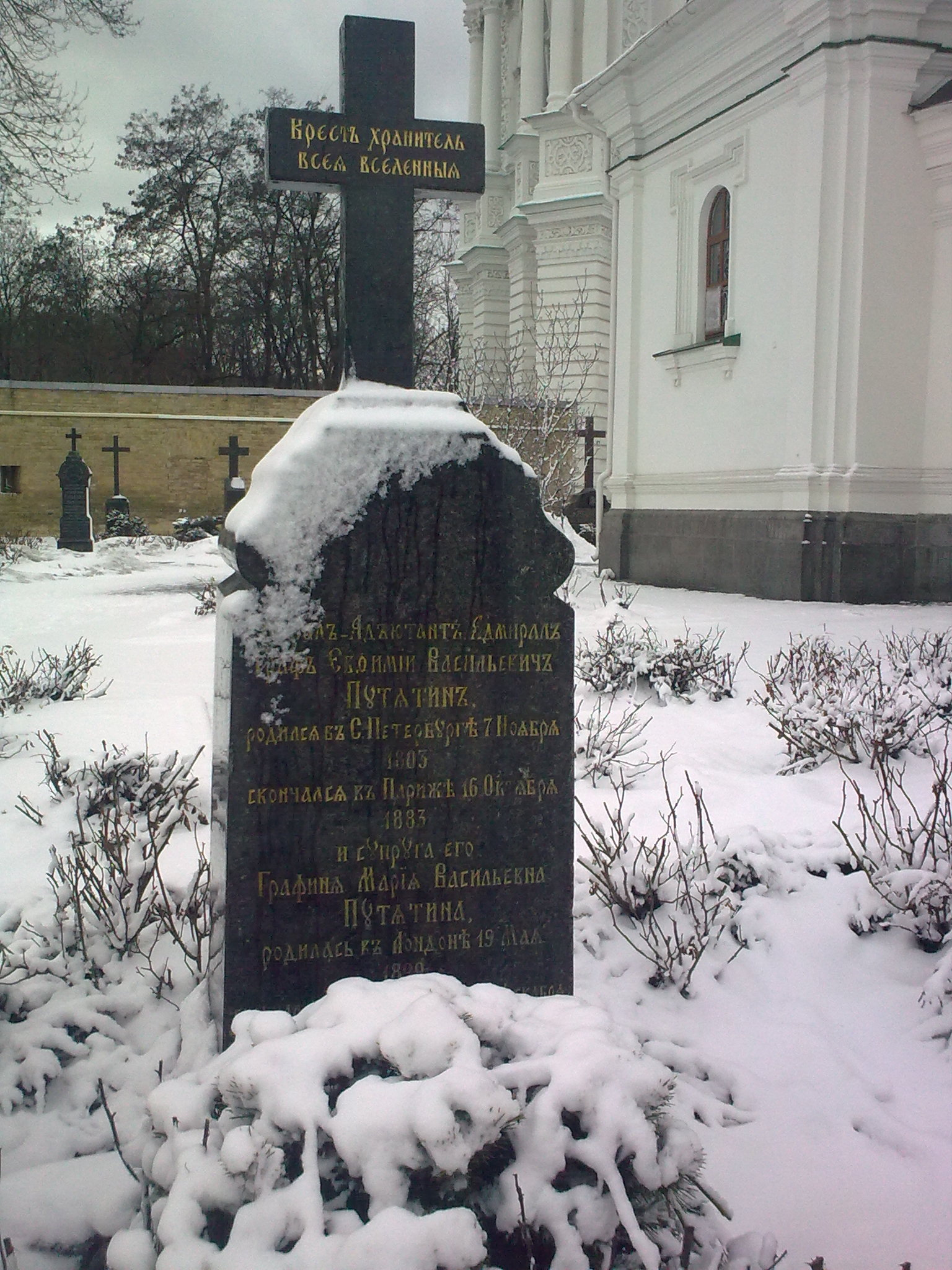
Могила Е. В. Путятина и его жены на кладбище Киево-Печерской лавры

Кроме деятельности на сфере высшего образования, Путятин возглавил специальный комитет «особый» и «секретный», целью работы которого был проект создания Обуховского завода. Проект удалось «протолкнуть» с помощью энтузиазма и энергичности Н. К. Краббе и завод был основан 4 (16) мая 1863 года.
После своей отставки Путятин был назначен членом Государственного совета, помимо необременительных обязанностей в котором занимал почётные должности в различных комиссиях и обществах. В 1877 году в связи с пятидесятилетием Наваринского сражения Путятину была назначена ветеранская пенсия в 171 руб. 42 коп. После смерти супруги 18 декабря 1879 года уехал из России в Париж.
По словам П. А. Валуева, «граф Путятин был известен за человека набожного, даже склонного к религиозному ригоризму, и слыл человеком с твёрдым характером и железной волей; вся его внешность имела аскетический оттенок». 15 мая 1883 года получил высшую российскую награду — орден Святого Андрея Первозванного.
Скончался 28 октября 1883 года в Париже от «прилива крови к мозгу, вследствие ран, полученных обжигом». По завещанию погребён вместе с женой в Киево-Печерской лавре.

## Награды
- Орден Святой Анны 3-й степени (1 сентября 1825 года)
- Орден Святого Владимира 4-й степени с бантом (21 декабря 1827 года)
- Орден Святого Георгия 4-й степени за 18 кругосветных плаваний (19 декабря 1829 года)

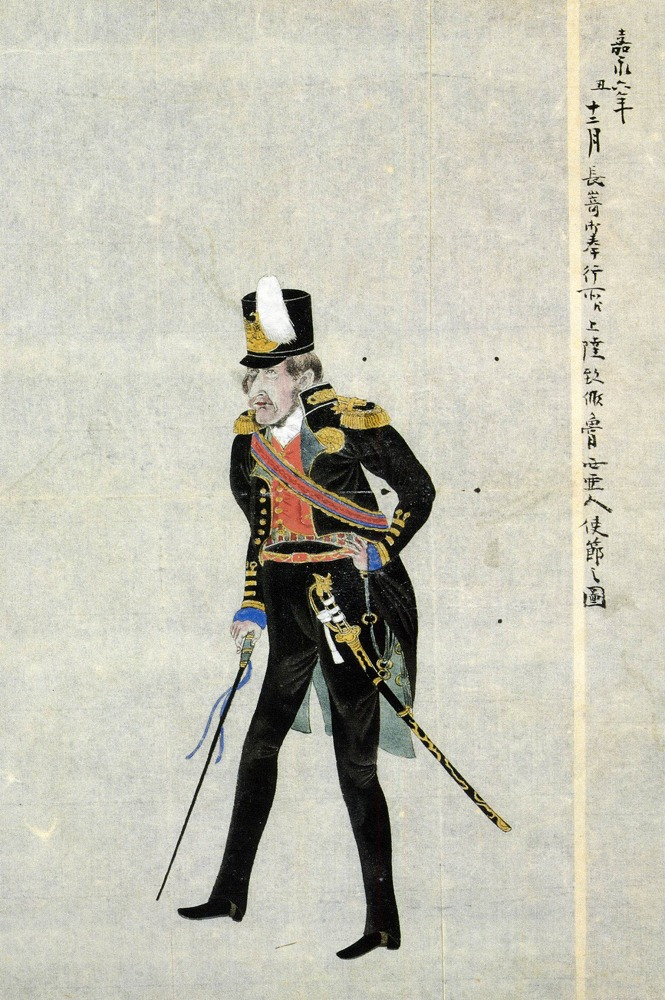
Адмирал Путятин глазами японцев (1853 год)

- Орден Святого Станислава 2-й степени (1 октября 1833 года)
- Орден Святой Анны 2-й степени (22 сентября 1837 года)
- Императорская корона к ордену Святой Анны 2-й степени (3 октября 1838 года)
- Орден Святого Владимира 3-й степени (9 января 1846 года) Адмирал Путятин глазами японцев (1853 год)
- Орден Святого Станислава 1-й степени (5 декабря 1850 года)
- Орден Святой Анны 1-й степени (17 апреля 1853 года)
- Орден Белого орла (20 июля 1855 года)
- Орден Святого Александра Невского (13 января 1858 года)
- Орден Святого Владимира 1-й степени (1 марта 1872 года)
- Орден Святого Андрея Первозванного (15 мая 1883 года)
- Медаль «За турецкую войну» (1830)
- Знак отличия беспорочной службы за XV лет (22 августа 1843 года)
- Знак отличия беспорочной службы за XX лет (22 августа 1845 года)
- Знак отличия беспорочной службы за XXX лет (22 августа 1855 года)
- Медаль «В память войны 1853—1856» (1856)

Иностранные:
- Греческий орден Спасителя, командорский крест (1836)
- Персидский орден Льва и Солнца 2-й степени (1842)
- Японский орден Восходящего солнца 1-й степени (1881) за вклад в развитие японско-русских отношений[20].

## Семья

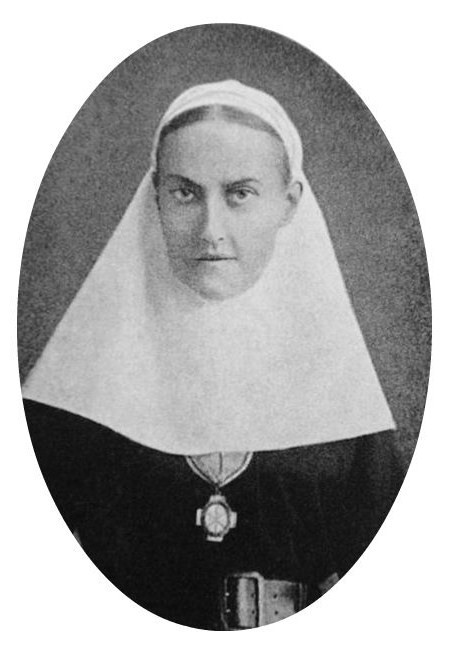
Ольга Ефимовна, дочь

Венчался 20 июня 1845 года в православной часовне на Уэлбек-стрит на Марии Ноульс (Mary Knowles; 19.05.1822—1879), дочери начальника департамента Английского морского управления, иногда ошибочного именуемого в русских источниках адмиралом. По отзыву современника, она была прекрасная женщина, исполненная доброты, кротости и полностью преданная своему семейству, мужу и детям. Муж же её был очень почтенный, хороший человек и глубоко верующий, но имел большой недостаток: страшная вспыльчивость и несдержанность в жестоких порывах гнева, что делало отношения с ним, особенно для подчиненных, чрезвычайно тяжелым; 19 мая 1873 года в Штутгарте перешла в православие, крестница великой княгини Веры Константиновны и вдовы Д. В. Дашкова. Их дети:
- Василий (1846 — 1887, Париже).
- Ольга (08.03.1848, Лондон — 1890), фрейлина, крестница адмирала В. А. Корнилова и княгини Е. Э. Трубецкой. Не будучи красавицей, была прекрасной, благочестивой, кроткой и симпатичной особой. Все полагали, что капитан А. А. Пещуров женится на ней, и действительно, между ними было взаимное чувство. Но Пещуров женился на другой, на англичанке, вдове доктора, у которой снимал квартиру в Лондоне, а молодая графиня стала сестрой милосердия и умерла незамужней. Член-учредитель и почетный член ИППО, «христианнейшая графиня»[25], покровительница православия на Дальнем Востоке, диаконисса православного храма в Эдо.
- Мария (1850—1887), фрейлина двора.
- Евгений (1852—10.03.1909), служил в лейб-гвардии Конно-артиллерийской бригаде, член-учредитель ИППО («Императорское Православное Палестинское Общество») в 1882 году. Статский советник (1894), чиновник для особых поручений при управляющим морским министерством. Увлекался рисованием.[26] Умер от отёка легких в Дрездене, похоронен там же на Троицком кладбище.
- Елизавета (1853—?).
- Августин (25.12.1856, Париж — 19.01.1877), поручик лейб-гвардии Преображенского полка, скончался в Риме от чахотки.

## Признание и память
Адмирал Путятин был почётным членом нескольких учёных обществ, включая Петербургскую академию наук и Императорское православное Палестинское общество. Действительный член Русского географического общества с 19 сентября 1845 года.
В честь адмирала Путятина названы остров Путятина в заливе Петра Великого и мыс в бухте Провидения (Анадырский залив Берингова моря).
Имя Путятина носили два корабля Дальневосточного морского флота: теплоход-лесовоз польской постройки грузовместимостью 4846 тонн (спущен на воду в 1966, продан совместному вьетнамскому предприятию в 1993) и самоходный плашкоут (спущен на воду в 2004 году).

### Упоминания в литературе и искусстве
- Путешествию Путятина в Японию посвящена тетралогия советского писателя Николая Задорнова: «Цунами», «Симода», «Хэда», «Гонконг».
- В 1997 году в Японии режиссёром Сатоси Дэдзаки был снят анимационный фильм «Трудная дружба» (яп. 幕末のスパシーボ бакумацу-но супасибо), посвящённый заключению Симодского трактата в 1855 году[30]. Кассета с записью этого мультфильма в 1997 году была вручена во время встречи «без галстуков» в Красноярске президенту Российской Федерации Борису Ельцину премьер-министром Японии Рютаро Хасимото[31].
- Кроме беллетристики, адмирал Путятин часто упоминается на страницах мемуарной книги И. А. Гончарова «Фрегат Паллада» (1858).

### Памятники
- Бюст-памятник Е. В. Путятину установлен в 1999 в планировочном районе Ново-Александровска города Южно-Сахалинск. Скульптор — В. Н. Чеботарёв.
- В Японии памятники Путятину имеются в городах Фудзи на острове Хонсю, в Симоде и Хэде. В Хэде и Симоде действуют музеи, посвящённые заключению Симодского трактата[32].
- 2 мая 2009 года в Советской Гавани был открыт памятный знак с текстом на мемориальной доске: «Славному сыну государства российского, защитнику его интересов на Дальнем Востоке, основателю первого укрепрайона на берегу Императорской (Советской) гавани, адмиралу Е. В. Путятину (1804—1883). Памятный знак установлен в год 205-летия со дня рождения Е. В. Путятина. Май 2009 г»[33].
- Бюст-памятник Е. В. Путятину, по проекту скульптора Сережина С. В., открыт 21 сентября 2017 года в Великом Новгороде, на территории Клуба юных моряков.